# Klaus Pohl (Dramatiker)
Klaus Pohl (* 30. März 1952 in Rothenburg ob der Tauber) ist ein deutscher Schauspieler, Theaterregisseur, Dramatiker und Drehbuchautor.

## Frühe Jahre und Ausbildung
Nach einer Verkäuferlehre in einem heimischen Obstgeschäft fiel der Einzelhandels-Lehrling, inspiriert von der damaligen Studentenbewegung, erstmals auf, als er das Weihnachtslied Stille Nacht, heilige Nacht konsumkritisch umdichtete. Der in Rothenburg beheimatete Fränkische Anzeiger reagierte darauf mit einer langen Betrachtung über die Unruhe in christlichen Kreisen. Pohl ging 1969 nach München. Nach dem Zivildienst in einem Krankenhaus besuchte er von 1973 bis 1974 die Max-Reinhardt-Schule für Schauspiel in Berlin.

## Der Schauspieler
Er debütierte 1975 an der Freien Volksbühne. 1976 holte ihn Ivan Nagel an das Deutsche Schauspielhaus in Hamburg. Dessen Ensemble gehörte er bis 1979 an. Er spielte hier 1976 Dave in der deutschen Erstaufführung von Simon Grays Leider nicht erreichbar, 1977 Peter in der Uraufführung von Botho Strauß’ Trilogie des Wiedersehens und 1979 Chanan in Salomon An-skis Der Dibbuk unter der Regie von Arie Zinger.
Er wechselte dann ans Thalia Theater und ans Schauspielhaus Zürich, wo er 1982 als Just in Jürgen Flimms Inszenierung von Minna von Barnhelm zu sehen war. Sein Debüt als Regisseur gab er 1980 in Rotterdam am RO-T. 1983 bis 1985 war er am Schauspiel Köln engagiert. Dort verkörperte er Wladimir in Warten auf Godot unter der Regie von Jürgen Gosch. Von 1985 bis 1989 gehörte Pohl wieder dem Hamburger Thalia Theater an. Rollen dort waren Begriffenfeldt in Peer Gynt, Wagner in Faust I, Geist von Hamlets Vater in Hamlet und Josip in Platonow. Auch beim Film und Fernsehen übernahm er, zunächst als Darsteller, verschiedene Aufgaben.

## Der Dramatiker
Immer größere Bedeutung erlangte jedoch sein literarisches Schaffen. Beginnend mit Da nahm der Himmel auch die Frau (1979) schrieb er viele Theaterstücke mit konkretem Bezug zur Zeitgeschichte. Bekannt wurde er 1984 mit dem Stück Das alte Land, das Konflikte zwischen Flüchtlingen und Alteingesessenen in Norddeutschland nach Kriegsende thematisierte. Dafür erhielt er 1983 den Förderpreis zum Schiller-Gedächtnispreis. 1984 wurde er in der Kritikerumfrage von Theater heute zum Dramatiker des Jahres gewählt. 1985 erhielt er den Mülheimer Dramatikerpreis, 1987 wurde er mit dem Gerhart-Hauptmann-Preis und 1990 mit dem Ernst-Schneider-Preis ausgezeichnet. Seit 1989 war er freier Autor in Hamburg. Mehrere Uraufführungen seiner Stücke inszenierte er selbst; in Das alte Land verkörperte er am Schauspiel Köln auch die Figur des Josef Meißner und am Thalia Theater in der Uraufführung von Heißes Geld die des Schratz sowie 1993 Franz Wassermann in der Uraufführung von Selbstmord in Madrid. 1992 ließ er sich in New York nieder.

## Weiteres
1999 war Pohl als Horatio in Hamlet, am Wiener Burgtheater 2002 als Max in Anatol, 2003 in der Uraufführung von Gert Jonkes Chorphantasie, 2004 als Derwisch in Nathan der Weise und 2006 als Er in Jon Fosses Schlaf zu sehen. Seit 2000 ist er Mitglied des Burgtheaters. Außer Theaterstücken verfasste er Drehbücher, Hörspiele, Essays und den Roman Die Kinder der Preußischen Wüste. Seine Erinnerungen an die Proben zu Peter Zadeks berühmter Hamlet-Inszenierung von 1999 veröffentlichte Pohl unter dem Titel Sein oder Nichtsein 2020 als (von ihm selbst gelesenes) Hörbuch und ein Jahr später als Roman.
Er ist mit der Regisseurin Sanda Weigl verheiratet. Seine Tochter Marie Pohl (* 1979) ist Autorin, seine jüngere Tochter Lucie Pohl (* 1983) wurde als Schauspielerin bekannt. Pohl lebt in New York und Wien. Zusammen mit seiner Familie wirkte er in Rosa von Praunheims Dokumentarfilm New York Memories (2010) mit.

## Werke
- Da nahm der Himmel auch die Frau (Uraufführung: 21. November 1979 Münchner Kammerspiele, Regie: Edwin Noël)
- Das Alte Land (Uraufführung: 13. März 1984 Burgtheater Wien, Regie: Achim Benning)
- La Balkona Bar (Uraufführung: 18. Mai 1985 Schauspiel Köln, Regie: Sanda Weigl)
- Der Spiegel (Uraufführung: 17. Januar 1986 Städtische Bühnen Münster, Regie: Karl Wesseler)
- Hunsrück (Uraufführung: 14. November 1987 Bremer Theater, Regie: Sanda Weigl)
- Heißes Geld (Uraufführung: 7. Mai 1988 Thalia Theater Hamburg, Regie: Wolfgang Wiens)
- Der Zwerg von Marrakesch (Uraufführung: 21. April 1990 Kinder- und Jugendtheater Dortmund, Regie: Gerd D. Samariter)
- Karate-Billi kehrt zurück (Uraufführung: 16. Mai 1991 Deutsches Schauspielhaus Hamburg, Regie: Klaus Pohl)
- Die schöne Fremde (Uraufführung: 12. Mai 1991 Ruhrfestspiele Recklinghausen, Regie: Johannes Klaus)
- Selbstmord in Madrid (Uraufführung:  6. November 1993 Schauspielhaus Zürich, Regie: Sanda Weigl)
- Manni Ramm I (Uraufführung: 17. April 1994 Schauspiel Essen, Regie: Jürgen Bosse)
- Zettel (Uraufführung: 13. April 1995 Thalia Theater Hamburg, Regie: Klaus Pohl)
- Wartesaal Deutschland Stimmenreich (Uraufführung: 28. Oktober 1995 Deutsches Theater Berlin, Regie: Klaus Pohl)
- Vinny (Uraufführung: 5. Mai 1996 Burgtheater (Akademietheater) Wien, Regie: Peter Wittenberg)
- Jud Süß (Uraufführung: 4. Dezember 1999 Staatstheater Stuttgart, Regie: Stephan Kimmig)
- Die Nacht des Schicksals (Uraufführung: 9. Dezember 2000 Theater der Stadt Heidelberg, Regie: Nikolaus Büchel)
- Kanari (Uraufführung: 20. September 2003 Theater in der Josefstadt Wien, Regie: Isabella Gregor)
- Der Anatom (Uraufführung: Januar 2005 Burgtheater Wien, Regie: Klaus Pohl)
- Nachtgespräche mit meinem Kühlschrank (Uraufführung: 5. Januar 2007), St.-Pauli-Theater Hamburg

### Romane
- Die Kinder der Preußischen Wüste. Arche Verlag, Zürich/Hamburg 2011, ISBN 978-3-7160-2656-4.[3]
- Sein oder Nichtsein. Galiani, Berlin 2021. ISBN 978-3869712437.

### Hörbuch
- Sein oder Nichtsein. Erinnerungen an Peter Zadeks legendäre Hamlet-Inszenierung. Ungekürzte Autorenlesung. Der Audio Verlag, Berlin 2020. ISBN 978-3742415288.

## Filmografie
- 1978: Der Sturz (Darsteller)
- 1981: Vor den Vätern sterben die Söhne (Darsteller)
- 1981: Engel aus Eisen (Darsteller)
- 1981: Die Ortliebschen Frauen (Darsteller)
- 1982: Bekenntnisse des Hochstaplers Felix Krull (Mehrteiler)
- 1982: Domino (Darsteller)
- 1983: Nächste Woche ist Frieden (Darsteller)
- 1987: Der kleine Staatsanwalt (Darsteller)
- 1988: Der Passagier – Welcome to Germany (Darsteller)
- 1989: Das Milliardenspiel (Darsteller, Co-Drehbuch)
- 1990: Der achte Tag (Darsteller)
- 1990: Mauritius-Los (Drehbuch)
- 1991: Superstau (Co-Drehbuch)
- 1991: Ende der Unschuld (Darsteller)
- 1991: Wer hat Angst vor rotgelbblau? (Darsteller)
- 1999: Otomo (Co-Drehbuch)
- 2000: Stunde des Wolfs (Drehbuch)
- 2000: Abschied. Brechts letzter Sommer (Drehbuch)
- 2001: 99 Euro Films (Drehbuch zum Segment Die schöne Fremde)
- 2002: Der gläserne Blick (Darsteller)
- 2004: Villa Henriette (Darsteller)
- 2007: Ohne einander (Darsteller)
- 2008: Das Fremde in mir
- 2012: Hannah Arendt
- 2015: Tatort – Einmal wirklich sterben
- 2016: SOKO Wien – Wir sind viele (Darsteller)
- 2016: Die Büffel sind los! (Fernsehfilm)
- 2018–2020: Tonio & Julia (Fernsehreihe, als Franz Niederegger)
  - 2018: Kneifen gilt nicht
  - 2018: Zwei sind noch kein Paar
  - 2019: Schuldgefühle
  - 2019: Wenn einer geht
  - 2019: Ein neues Leben
  - 2019: Schulden und Sühne
  - 2020: Nesthocker
  - 2020: Der perfekte Mann
  - 2020: Dem Himmel so nah
- 2019: Unter anderen Umständen: Im finsteren Tal (Darsteller)
- 2020: Solo für Weiss – Schlaflos (Darsteller)
- 2020: Die Toten vom Bodensee – Der Wegspuk (Darsteller)
- 2023: Am Ende wird alles sichtbar

## Auszeichnungen
- 2021 Therese-Giehse-Preis für sein Hörbuch "Sein oder Nichtsein" – Erinnerungen an Peter Zadeks legendäre Hamlet-Inszenierung

## Belege
1. ↑  Klaus Pohl im Munzinger-Archiv, abgerufen am 1. August 2022 (Artikelanfang frei abrufbar)
2. ↑  New York Memories. Internet Movie Database, abgerufen am 22. März 2022.
3. ↑  Vor den Texten sterben die Autoren in: Süddeutsche Zeitung vom 6. Dezember 2011, Seite V2/7

| Personendaten    | Personendaten                                           |
| ---------------- | ------------------------------------------------------- |
| NAME             | Pohl, Klaus                                             |
| KURZBESCHREIBUNG | deutscher Schauspieler, Theaterregisseur und Dramatiker |
| GEBURTSDATUM     | 30. März 1952                                           |
| GEBURTSORT       | Rothenburg ob der Tauber                                |